# Perichora Limena Thasou
Perichora Limena Thasou este o arie protejată (sit de importanță comunitară — SCI) din Grecia întinsă pe o suprafață de 11,2 ha, integral pe uscat.

## Localizare
Centrul sitului Perichora Limena Thasou este situat la coordonatele 40°46′04″N 24°42′30″E / 40.767844°N 24.708422°E.

## Înființare
Situl Perichora Limena Thasou a fost declarat arie specială de conservare în baza directivei 92/43 din 1992 referitoare la conservarea habitatelor naturale și a faunei și florei sălbatice pentru a proteja 2 specii de animale.

## Biodiversitate
Situată în ecoregiunea mediteraneană, aria protejată nu include niciun habitat protejat.
La baza desemnării sitului se află mai multe specii protejate de  nevertebrate (2): Vertigo angustior, Vertigo moulinsiana.